# Никольская Слобода (Марий Эл)
 Никольская Слобода  — деревня в Юринском районе Республики Марий Эл. Входит в состав Васильевского сельского поселения.

## География
Находится в юго-западной части республики Марий Эл на правом берегу реки Люнда (правобережье Ветлуги) на расстоянии приблизительно 37 км на северо-запад от районного центра посёлка Юрино.

## История
Деревня образована в 1802 году в местности Кокуйки, которое находилось между Марьином и Черноярием (Котоминым). Сюда барин привёз своих крепостных для строительства новой деревни. Альтернативное название Кульково связано с пожаром, вызванным загоранием угля, перевозимого в мочальных кулях. В 1925 году в деревне было 75 дворов с 352 жителями, все русские, в 1941 году 344 жителя, в 1999 — 76. Работал в советское время стеклозавод и колхоз «Маяк».

## Население
Население составляло 88 человека (русские 92 %) в 2002 году, 47 в 2010.

## Известные уроженцы
Немцев Александр Фёдорович (1914—1987) — советский административный и партийный деятель, педагог. Министр просвещения Марийской АССР (1964—1970). Участник Великой Отечественной войны. Член ВКП(б).